# Andreas Björkman
Nils Emil Andreas Björkman, född 18 december 1906 på den gamla prästgården i Kviinge, Kristianstads län, död 10 december 1989 i Åhus, var en svensk konstnär. 
Han var son till kyrkoherden Sven Björkman och Valborg Andrea Bruzelius. Efter studentexamen i Kristianstad var han anställd hos flera dekorationsmålare, därefter studerade han dekorationsmåleri för Filip Månsson vid Tekniska skolan i Stockholm och konststudier för Otte Sköld, Olle Hjortzberg och Isaac Grünewald vid Konsthögskolan 1931–1934 samt under studieresor till Italien, Grekland, Frankrike, Nederländerna och England. Tillsammans med Georg Gyllensvärd ställde han ut på Galerie Moderne i Stockholm 1941 och tillsammans med Martin Säflund i Lund 1946. Han medverkade i ett flertal samlingsutställningar bland annat i Kristianstad, på Åhusexpon och med Skånes konstförening. Bland hans offentliga arbeten märks al fresco-målningar och mosaiker till Åhus högstadieskola och bibliotek samt mer kubistiska och nonfigurativa fresker för Kristianstads badhus och Landstingshuset. Hans konst består av teckningar av djur och växter samt porträtt, kustnaturen och det vardagliga livet i det gamla Åhus i akvarell- och oljemåleri. Han komponerade affischer till Åhusutställningen och till Barnens Dagsfesten i Kristianstad 1946 och deltog på olika sätt i arrangemangen kring firandet av Åhus 800 år. Han var under ett flertal år anlitad som hjärnkirurgen Herbert Olivecronas operationstecknare. Vid sidan av sitt eget skapande ledde han kurser i målning och kroki och var lärare i teckning vid stadens skolor. Han tilldelades Kristianstads kommuns kulturpris 1979. Efter hans bortgång hedrade kommunen hans minne genom att döpa om den gamla Missionsgatan, till Andreas Björkmans gata. Björkman är representerad vid Nationalmuseum och Kristianstads museum. Han var far till skådespelaren och teaterregissören Riber Björkman. Andreas Björkman är begravd på Åhus nya begravningsplats.